# Pleurotoma mediocris
Pleurotoma mediocris é uma espécie de gastrópode do gênero Pleurotoma, pertencente a família Turridae.